# Gunja
Gunja je obec (općina) ve Vukovarsko-sremské župě ve východním Chorvatsku. V roce 2011 zde žilo celkem 3732 obyvatel. Součástí općiny je pouze sídlo Gunja.
Nachází se na břehu řeky Sávy, naproti městu Brčku v Bosně a Hercegovině. Prochází tudy hlavní silniční tah (silnice č. D214) z města Županja do Bosny. Zastávka železnice (železniční trať Vinkovci–Gunja) stojí východně od obce. Přes řeku Sávu vedou z Gunji dva mosty: Železniční most Brčko–Gunja, který nahradil původní, sloužící pro silniční dopravu.
Většina obyvatel obce Gunja je chorvatské národnosti. Žije zde výrazná bosňácká menšina, celkem 1 295 lidí (34,7 % obyvatelstva opčiny) zde vyznává islám, kvůli čemuž je Gunja opčinou s nejvyšším procentuálním výskytem muslimů v Chorvatsku. V Gunji stojí dva kostely a jedna mešita.